# Huta Dłutowska
Huta Dłutowska is een plaats in het Poolse district  Pabianicki, woiwodschap Łódź. De plaats maakt deel uit van de gemeente Dłutów en telt 220 inwoners.